# Geokichla interpres
Geokichla interpres е вид птица от семейство Turdidae. Видът е почти застрашен от изчезване.

## Разпространение
Видът е разпространен в Бруней, Индонезия, Малайзия, Тайланд и Филипините.